# ハウス・オブ・メモリーズ
「ハウス・オブ・メモリーズ」（House of Memories）は、アメリカ合衆国のポップ・ロック・バンドであるパニック!アット・ザ・ディスコの楽曲。2016年に発売された5作目のスタジオ・アルバム『ある独身男の死』に収録された。作詞作曲はブレンドン・ユーリー、ホワイト・シー、ジェイク・シンクレアの共作。2022年に楽曲のスピードを上げたバージョンとスピードを下げたバージョンを加えた3曲入りのEPが発売された。

## リリース
2016年1月15日、フュエルド・バイ・ラーメンおよびDCD2レコードから5作目のスタジオ・アルバム『ある独身男の死』が発売され、「ハウス・オブ・メモリーズ」は「ザ・グッド、ザ・バッド・アンド・ザ・ダーティー」と「インポッシブル・イヤー」の間の10曲目に収録された。ビルボード誌のHot Rock & Alternative Songsでは最高位27位を記録。
2022年にTikTok上で本作を使用した動画が多く投稿され、複数の国のシングルチャートにチャートインした（詳細は後述を参照）。これを受けて、2022年10月28日に楽曲のスピードを上げたバージョンとスピードを下げたバージョンを加えた3曲入りのEP『House of Memories』が発売された。EPのアートワークには、『ある独身男の死』のアートワークをモノクロ化したものが使用された。

## 評価
『ニューヨーク・タイムズ』紙のネイト・チネンは、本作を「興味をそそる面白さを持つ恋愛中の孤独を描いた曲」と称した。『バンドワゴン・マガジン』のジャイーダ・ギブソンは、本作をアルバム『ある独身男の死』で唯一楽しめた曲とし、「パニック!アット・ザ・ディスコ独自のサウンドをなんとか保ちつつ、バンドが目指したシナトラ風のサウンドを作り出している」と評した。
一方で、『クラッシュ』誌のリサ・ヘンダーソンは「場違い」な曲と称し、アルバム『ある独身男の死』の締めくくりが「わずかに迫力に欠けた」原因の1つとして本作を挙げた。

## 収録曲
| 全作詞・作曲: ブレンドン・ユーリー、ホワイト・シー、ジェイク・シンクレア。 |                                     |                                                                |                                                                |      |
| #                                                                          | タイトル                            | 作詞                                                           | 作曲・編曲                                                     | 時間 |
| 1.                                                                         | 「House of Memories」               | ブレンドン・ユーリー 、 ホワイト・シー 、 ジェイク・シンクレア | ブレンドン・ユーリー 、 ホワイト・シー 、 ジェイク・シンクレア | 3:29 |
| 2.                                                                         | 「House of Memories (Sped Up)」     | ブレンドン・ユーリー 、 ホワイト・シー 、 ジェイク・シンクレア | ブレンドン・ユーリー 、 ホワイト・シー 、 ジェイク・シンクレア | 2:45 |
| 3.                                                                         | 「House of Memories (Slowed Down)」 | ブレンドン・ユーリー 、 ホワイト・シー 、 ジェイク・シンクレア | ブレンドン・ユーリー 、 ホワイト・シー 、 ジェイク・シンクレア | 2:45 |
| 合計時間:                                                                  | 合計時間:                           | 8:59                                                           |                                                                |      |

## クレジット
※出典
- ブレンドン・ユーリー – ボーカル、ギター、ベース、ドラム、キーボード[13]、作詞作曲
- ジェイク・シンクレア – 作詞作曲、プロデュース
- ホワイト・シー – 作詞作曲、アディショナル・プロダクション
- ロブ・メイセス – ホーンアレンジ、指揮者
- アンディ・スニッツァー – テナー・サクソフォーン
- デイヴ・マン – テナー・サクソフォーン
- アーロン・ヘイク – アルト・サクソフォーン
- デイヴ・リーケンバーグ – バリトン・サクソフォーン
- マイク・デイヴィス – テナー・サクソフォーン
- ランディ・アンドス – バス・トロンボーン
- ジェフ・キーヴィット – トランペット
- トニー・カドレック – フリューゲルホルン
- ディラン・シュワッブ – トランペット
- スージー・シン – エンジニア
- クラウディウス・ミッテンドーファー – ミキシング
- ピート・ライマン – マスタリング

## チャート成績

### 週間チャート
| チャート (2016年)                           | 最高位 |
| ------------------------------------------- | ------ |
| US Hot Rock & Alternative Songs (Billboard) | 27     |

| チャート (2022年)                    | 最高位 |
| ------------------------------------ | ------ |
| オーストリア (Ö3 Austria Top 40)     | 11     |
| チェコ (Singles Digitál Top 100)     | 16     |
| ドイツ (GfK Entertainment charts)    | 12     |
| Global 200 (Billboard)               | 106    |
| ギリシャ (IFPI Greece)               | 29     |
| ハンガリー (Single Top 40)           | 15     |
| ハンガリー (Stream Top 40)           | 13     |
| リトアニア (AGETA)                   | 54     |
| オランダ (Single Top 100)            | 92     |
| ノルウェー (VG-lista)                | 30     |
| ポルトガル (AFP)                     | 156    |
| スロバキア (Singles Digitál Top 100) | 20     |
| スウェーデン (Sverigetopplistan)     | 76     |
| スイス (Schweizer Hitparade)         | 32     |
| UK Streaming Chart (OCC)             | 79     |

### 年間チャート
| チャート (2022年)                | 順位 |
| -------------------------------- | ---- |
| オーストリア (Ö3 Austria Top 40) | 55   |
| ドイツ (Official German Charts)  | 78   |
| ハンガリー (Stream Top 100)      | 89   |

## 認定
| 国/地域                          | 認定        | 認定/売上数 |
| -------------------------------- | ----------- | ----------- |
| カナダ (Music Canada)            | Platinum    | 80,000      |
| デンマーク (IFPI Danmark)        | Gold        | 45,000      |
| フランス (SNEP)                  | Gold        | 100,000     |
| イタリア (FIMI)                  | Gold        | 50,000      |
| ポーランド (ZPAV)                | 2× Platinum | 100,000     |
| スペイン (PROMUSICAE)            | Gold        | 30,000      |
| イギリス (BPI)                   | Platinum    | 600,000     |
| アメリカ合衆国 (RIAA)            | Platinum    | 1,000,000   |
| 認定のみに基づく売上数と再生回数 |             |             |